# Ypthima dromon
Ypthima dromon är en fjärilsart som beskrevs av Charles Oberthür 1891. Ypthima dromon ingår i släktet Ypthima och familjen praktfjärilar. Inga underarter finns listade i Catalogue of Life.